# Stowarzyszenie Urzędników Państwowych
Stowarzyszenie Urzędników Państwowych Rzeczypospolitej Polskiej (SUP) – zostało powołane do życia 14 października 1919 r. na zebraniu organizacyjnem delegatów poszczególnych urzędów w Warszawie, obejmując początkowo tylko urzędy miasta stołecznego Warszawy. Stopniowo organizacja rozszerzała swe wpływy na miasta wojewódzkie i powiatowe, tworząc tam swe koła. Stowarzyszenie Urzędników Państwowych zrzeszało wyłącznie urzędników administracji państwowej, początkowo ze wszystkich resortów (administracja ogólna, skarbowa, szkolna, wojskowa), podlegających ustawie o państwowej służbie cywilnej z 17 lutego 1922 r., stanowiących odrębną grupę pracowników państwowych o specyficznych warunkach pracy i postulatach.
Jednym z celów było stworzenie jednolitej organizacji zawodowej, ponieważ obok SUP istniały też inne organizacje urzędnicze.

## Struktury[1]
W skład Centralnej Rady Pracowniczej weszły 4 centrale związków pracowników państwowych, prywatnych i samorządowych:
- Międzyzwiązkowy Komitet Pracowników Państwowych
- Naczelny Komitet Pracowników Państwowych, Kolejowych i Komunalnych
- Rada Naczelna Związków Zawodowych Pracowników Samorządowych
- Unja Związków Zawodowych Pracowników Samorządowych.

## Zakres działalności
W zakresie obrony urzędniczych interesów zawodowych dzięki akcji SUP uzyskano szereg istotnych dla urzędników państwowych decyzji legislacyjnych i rządowych.
SUP zapewniało swoim członkom zapomogi pośmiertne, wyjazdy sanatoryjno-uzdrowiskowe, pomoc kulturalno-oświatową (dofinansowanie biletów; prowadzenie bibliotek i czytelni przy istniejących kołach; zniżki na prenumeraty), porady i obronę prawną. Wszyscy członkowie SUP otrzymywali bezpłatnie organ stowarzyszenia „Życie urzędnicze”.

## Orientacja polityczna
Według statutu SUP była organizacją o charakterze zawodowym i apolityczną, stojącą jednak na gruncie demokratycznego ustroju państwa. W zagadnieniach gospodarczych SUP, reprezentując część świata pracy, dążyło do zagwarantowania urzędnikowi ciągłości pracy, odpowiedniego wynagrodzenia i należytego zabezpieczenia emerytalnego lub ubezpieczeniowego.
Stowarzyszenie przeszło dwa rozłamy. Pierwszy został spowodowany przez urzędników skarbowych, którzy utworzyli osobne Stowarzyszenie Urzędników Skarbowych. W 1928 r., gdy SUP liczyło 9 tysięcy członków, doszło do drugiego rozłamu. Stowarzyszenie opuścili pracownicy administracji wojskowej, tworząc w 1928 r. odrębny Związek Pracowników Umysłowych Administracji Wojskowej.
Początkowo SUP znajdowało się pod widocznymi wpływami endecji. Pod koniec lat dwudziestych wpływy w SUP były podzielone między PPS i grupę „Przełomowców” (Związek Naprawy Rzeczypospolitej). W latach trzydziestych wpływy PPS malały i stowarzyszenie, zgodnie z ogólnokrajową tendencją, obrało kierunek prorządowy. W 1932 r. do SUP należało 7600 członków.
Aktywnym działaczem stowarzyszenia był Kazimierz Moczarski, który w 1939 r. został wybrany w skład zarządu głównego oraz komitetu wykonawczego SUP.